# Fehmi Sağınoğlu
Fehmi Sağınoğlu (* 16. April 1937; † 19. September 2016) war ein türkischer Fußballspieler und -trainer. Durch seine langjährige Tätigkeit für Beşiktaş Istanbul wird er mit diesem Verein assoziiert.

## Spielerkarriere

### Verein
Sağınoğlu begann mit dem Fußballspielen in der zentralanatolischen Stadt Eskişehir. Hier spielte er bei den Vereinen, die vor der Vereinsgründung von Eskişehirspor bereits existierten.
Im Sommer 1958 wechselte er zum Istanbuler Verein Kasımpaşa SK. Zum Zeitpunkt seines Wechsels zu Kasımpaşa existierte in der Türkei keine landesweite Profiliga. Stattdessen existierten in Ballungszentren wie Istanbul, Ankara, Izmir und Eskişehir regionale Ligen, von denen die İstanbul Profesyonel Ligi (dt.: Istanbuler Profiliga) als die Renommierteste galt. Zuvor spielte Sağınoğlu in der Eskişehir Futbol Ligi (dt.: Fußballliga Eskişehir). Sağınoğlu gab sein Debüt für Kasımpaşa während der Partie in der Istanbuler Profiliga vom 28. August 1958 gegen Adalet SK. In dieser Partie spielte er über die volle Spiellänge. Im weiteren Saisonverlauf wurde er in 15 weiteren Partien eingesetzt. Sein Team blieb in der dieser Saison ohne jegliche Ambitionen und belegte zum Saisonende den vorletzten Tabellenplatz, den 9. Tabellenplatz.
Im Frühjahr 1959 wurde mit der Millî Lig (der heutigen Süper Lig) die erste landesweit ausgelegte Nationalliga der Türkei gegründet. Diese Liga löste die regionalen Ligen in den größeren Ballungszentren, wie z. B. die Istanbuler Profiliga, als höchste und einzige türkische Spielklasse ab. Aus der Istanbuler Profiliga wurden die ersten acht Mannschaften. Damit wurde Kasımpaşa zusammen mit dem Letztplatzierten der Liga, mit Beyoğluspor, nicht in diese neue Liga aufgenommen. So spielte Sağınoğlu bei Kasımpaşa weiterhin in der Istanbuler Profiliga, die jetzt den Charakter der zweithöchsten türkischen Spielklasse einnahm. Zur zweiten Spielzeit der Millî Lig, der Saison 1959/60, wurde die Liga um vier weitere Mannschaften auf insgesamt 20 Teams erweitert. Durch diese Erweiterung wurde Kasımpaşa in die Millî Lig aufgenommen. In dieser Liga spielte Sağınoğlu zwei Spielzeiten lang durchgängig für Kasımpaşa und erreichte mit dieser Mannschaften Tabellenplätze im mittleren Tabellensegment. In der Spielzeit 1961/62 fiel Sağınoğlu nahezu komplett aus und absolvierte lediglich in den letzten Spieltagen zwei Einsätze für Kasımpaşa.
Im Sommer 1962 wechselte Sağınoğlu zu Beşiktaş Istanbul. Da er zu diesem Zeitpunkt aber seinen Militärdienst leistete, stand er für die kommende Saison für die Pflichtspiele seiner Mannschaft nicht zur Verfügung. Ab dem 1963 wurde er vom Cheftrainer Ernst Melchior in zwölf Partien über die volle Spiellänge eingesetzt. In der nächsten Spielzeit 1963/64 übernahm der Österreicher Ernst Melchior das Traineramt und setzt von Anfang an auf Sağınoğlu. Die Saison verpasste seine Mannschaft mit einem Punkt Abstand zu Fenerbahçe Istanbul die türkischen Meisterschaft und wurde Vizemeister. Die nachfolgende Saison wurde man erneut hinter Fenerbahçe Vizemeister. Die Saison 1965/66 beendete Sağınoğlu mit seinem Verein als Tabellenerster und erreichte somit seine erste türkische Meisterschaft. Die nachfolgende Saison gelang die Titelverteidigung und zusätzlich der Gewinn des Türkischen Supercups. Nach diesen zwei Meistertiteln infolge blieb Sağınoğlu und auch sein Verein lange Zeit ohne Titel und hatte gegenüber den Stadtkonkurrenten Fenerbahçe und Galatasaray das Nachsehen. Sağınoğlu war bis zum Sommer 1969 gesetzt und vergab diesen in der Saison 1969/70. Im Sommer 1970 beendete er schließlich seine Fußballspielerkarriere.

### Nationalmannschaft
Sağınoğlu spielte das erste Mal für die türkische Nationalmannschaften am 9. Oktober 1965 bei einer WM1966-Qualifikationsspiel gegen die Tschechoslowakische Nationalmannschaft.
1965 nahm er mit der Türkei am ECO-Cup teil und belegte den Zweiten Platz. Zwei Jahre später holte man diesen Cup.
Sein letztes Länderspiel machte er am 24. April 1968 während eines Vorbereitungsspiels gegen die Polnische Nationalmannschaft. Insgesamt spielte er 18-mal für die Türkei.

## Trainerkarriere
1972 begann er seinen alten Klub, den Drittligisten Kasımpaşa Istanbul, zu trainieren.

## Tod
Er verstarb am 19. September 2016 und wurde nach dem Mittagsgebet vom 21. September 2016 in der Istanbuler Şişli-Moschee beigesetzt.

## Erfolge
Mit Beşiktaş Iatanbul
- Türkischer Meister: 1965/66, 1966/67
- Spor-Toto-Pokalsieger: 1965/66, 1968/69, 1969/70
- Pokal des Türkischen Sportjournalisten-Vereins: 1964/1965, 1965/1966,

Mit der türkischen Nationalmannschaft
- ECO-Cup-Sieger: 1967
- Zweiter des ECO-Cups: 1965